# Бретань (королевство)
Королевство Бретань (фр. Royaume de Bretagne) — феодальное государство, существовавшее в середине IX — начале X веков на территории полуострова Бретань.
Королевство было создано в результате соглашения между вождём Эриспоэ (король в 851—857) и королём Западно-Франкского государства Карлом II Лысым в Анже осенью 851 года. Вершина могущества королевства — правление Саломона (король в 857—874), который по Компьенскому договору 867 года присоединил к королевству западную часть Анжу, Котантен и Авранш.
После смерти Саломона страна погрузилась в гражданскую войну между убившими его феодалами, претендовавшими на титул короля, Паскветеном и Гурваном. Брат Паскветена, Ален I Великий (король в 874—907), был последним королём Бретани. После его смерти в 907 году Бретань попала под власть правителей Нормандии, а в 930-х годах, завоевав независимость, стала герцогством, фактически оставаясь независимым государством вплоть до 1532 года, когда произошло её окончательное присоединение к Франции.